# Producción y Trabajo
Producción y Trabajo es un partido político de la provincia de San Juan en Argentina. Su fundador, y uno de los principales dirigentes es Roberto Basualdo, senador nacional desde 2005 y diputado nacional de 2001 a 2005. El partido se formó en 2005 de cara a las elecciones legislativas de ese mismo año. En 2015 se adhirió a la coalición Cambiemos, antecesora de la actual Juntos por el Cambio. Previamente integró el interbloque Peronismo Federal.
Además del Senado, el partido contó con representación en Diputados entre 2005 y 2009 por parte de la diputada Adriana del Carmen Marino. Volvió nuevamente a tener representación en 2019 debido a la elección como diputado nacional del intendente de Santa Lucía, Humberto Marcelo Orrego, quien además se presentó como el principal candidato a gobernador en dichas elecciones, que perdió contra el entonces gobernador Sergio Uñac. En las últimas elecciones legislativas del 2021, Susana Laciar, afiliada a Producción y Trabajo pasó a ser diputada nacional electa por la provincia de San Juan.
En las elecciones provinciales de 2023, Orrego ganó la gobernatura de San Juan contra José Luis Gioja.
El presidente del bloque de Producción y Trabajo en la Cámara de Diputados de la Provincia de San Juan es Sergio Miodowsky, mientras que su vicepresidente es Juan Roca. A nivel interno, el partido lo preside Susana Laciar.

## Representantes en el Congreso Nacional
Diputados Nacionales
| Bloque Producción y Trabajo Presidente: Nancy Viviana Picón Martínez | Bloque Producción y Trabajo Presidente: Nancy Viviana Picón Martínez | Bloque Producción y Trabajo Presidente: Nancy Viviana Picón Martínez | Bloque Producción y Trabajo Presidente: Nancy Viviana Picón Martínez | Bloque Producción y Trabajo Presidente: Nancy Viviana Picón Martínez |
| Retrato                                                              | Nombre                                                               | Provincia                                                            | Mandato                                                              | Mandato                                                              |
| Retrato                                                              | Nombre                                                               | Provincia                                                            | Inicio                                                               | Fin                                                                  |
| -------------------------------------------------------------------- | -------------------------------------------------------------------- | -------------------------------------------------------------------- | -------------------------------------------------------------------- | -------------------------------------------------------------------- |
|                                                                      | Nancy Viviana Picón Martínez                                         | San Juan                                                             | 2023                                                                 | 2027                                                                 |
|                                                                      | María de los Ángeles Moreno                                          | San Juan                                                             | 2023                                                                 | 2025                                                                 |

## Representantes provinciales

#### Cámara de Diputados de la Provincia de San Juan
| Bloque Unidos por San Juan Presidente: Juan de la Cruz Córdoba | Bloque Unidos por San Juan Presidente: Juan de la Cruz Córdoba | Bloque Unidos por San Juan Presidente: Juan de la Cruz Córdoba | Bloque Unidos por San Juan Presidente: Juan de la Cruz Córdoba |
| Diputado                                                       | Mandato                                                        | Mandato                                                        | Distrito                                                       |
| Diputado                                                       | Inicio                                                         | Fin                                                            | Distrito                                                       |
| -------------------------------------------------------------- | -------------------------------------------------------------- | -------------------------------------------------------------- | -------------------------------------------------------------- |
| Gustavo Emilio Núñez                                           | 10 de diciembre de 2023                                        | 9 de diciembre de 2027                                         | 9 de Julio                                                     |
| Mónica Beatriz González                                        | 10 de diciembre de 2023                                        | 9 de diciembre de 2027                                         | Capital                                                        |
| Juan de la Cruz Córdoba                                        | 10 de diciembre de 2023                                        | 9 de diciembre de 2027                                         | Rivadavia                                                      |
| Rosana Liliana Luque                                           | 10 de diciembre de 2023                                        | 9 de diciembre de 2027                                         | Santa Lucía                                                    |
| Eduardo Andrés Castro Ríos                                     | 10 de diciembre de 2023                                        | 9 de diciembre de 2027                                         | Sarmiento                                                      |
| Carlos Gustavo Jaime Quiroga                                   | 10 de diciembre de 2023                                        | 9 de diciembre de 2027                                         | Provincial                                                     |
| Marcela Ruth Quiroga                                           | 10 de diciembre de 2023                                        | 9 de diciembre de 2027                                         | Provincial                                                     |
| Enzo Ariel Cornejo                                             | 10 de diciembre de 2023                                        | 9 de diciembre de 2027                                         | Provincial                                                     |
| María Rita Lascano                                             | 10 de diciembre de 2023                                        | 9 de diciembre de 2027                                         | Provincial                                                     |
| Alejandra Natalia Leonardo                                     | 10 de diciembre de 2023                                        | 9 de diciembre de 2027                                         | Provincial                                                     |
| Jorge Daniel Ripoll                                            | 10 de diciembre de 2023                                        | 9 de diciembre de 2027                                         | Provincial                                                     |
| Gustavo Walter Usin                                            | 10 de diciembre de 2023                                        | 9 de diciembre de 2027                                         | Provincial                                                     |